# حوا فرانک

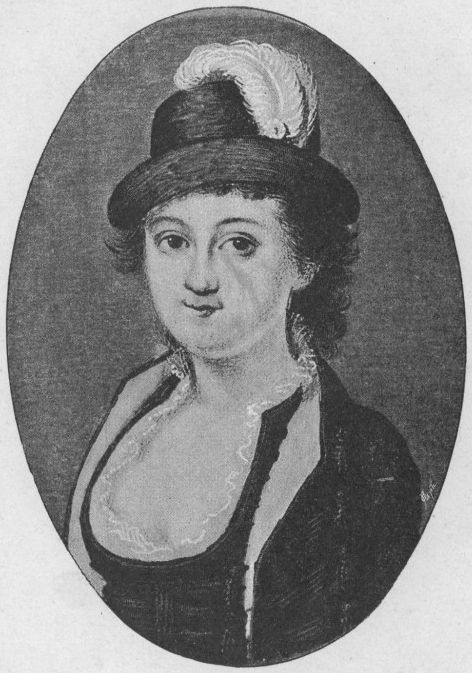
حوا فرانک

حوا فرانک (انگلیسی: Eve Frank) (۱۷۵۴-۱۸۱۶) که در نیکوپول در امپراطوری عثمانی به دنیا آمده بود دختر ژاکوب فرانک بود که ادعا کرد مسیح موعود یهودیان است. نام او در زمان تولد ربکا یا راحیل بوده است.

## زندگینامه
حوا نام خود را در زمانی که خانواده او از یهودیت کابالایی به مسیحیت کاتولیک گرویدند دریافت کرد. او در بیشتر زندگی خود به همراهی پدر خود در جنبش وی پرداخت. در زمانی که حوا ۱۶ ساله بود، فرانک ادعا کرد که دختر وی زنده شدن شکینا (سکینه)، جنبه مونث خدا، بر روی زمین است. همچنین فرانک ادعا کرد که حوا زنده شدن مجدد مریم مادر عیسی نیز هست. در بین پیروان فرانک گروهی در پرستش حوا ایجاد شد و بسیاری از پیروان فرانک مجسمه حوا را در خانه خود داشتند. فرانک همچنین ادعا می‌کرد که دختر وی در واقع دختر نامشروع کاترین دوم شاهزاده روسی است. فرانک و دخترش به وین رفتند و موفق شدند که دید مثبت جوزف دوم شاه اتریش را به دست اورند.

## ادامه زندگی
بعد از مرگ پدرش در سال ۱۷۹۱، حوا زن مقدس و رهبر پیروان فرانک شد. در سال ۱۸۰۰ به رهبری فرزندان فرانک، نامه‌های زیادی به رنگ خون به یهودیان در همه جا فرستاده شد که آنها را تشویق به گرویدن به مسیحیت فرانکی می‌کرد؛ ولیکن بقیه فرزندان فرانک به غیر از حوا دارای قدرت شخصیت کافی برای رهبری پیروان او نبودند و به تدریج از صحنه خارج شدند. در نوامبر ۱۸۱۳، تزار الکساندر دوم امپراتور روسیه از فرانکفورت به اوفنباخ رفت تا به طور شخصی با حوا فرانک ملاقات کند.

## مرگ
به تدریج حوا بسیار مقروض شد و در سال ۱۸۱۶ در فقر مرد؛ ولیکن شایعات زیادی در مورد اینکه او نمرده است و از دستور دوک هس فرار کرده است وجود داشت؛ ولیکن پیروان او به حیات خود ادامه دادند. معروفترین فرد از بین خانواده‌های پیرو او لوئیس برندایس است که بعدها رئیس دادگاه عالی آمریکا شد. گفته می‌شود که لوئیس برندایس بنا به سنت فرانکیها مجسمه‌ای از حوا در دفتر خود داشت. دانشگاه برندایس به نام او نامگذاری شده است.